# (4582) Hank
(4582) Hank (1989 FW) – planetoida z pasa głównego asteroid okrążająca Słońce w ciągu 4,38 lat w średniej odległości 2,67 j.a. Odkryta 31 marca 1989 roku.